# Епштейн Борис Володимирович
Борис Володимирович Епштейн (Бер Вульфович Епштейн; 10 лютого 1923, Київ — 4 червня 2020, Київ) — радянський і український ендокринолог та гастроентеролог, військовий лікар, науковець, педагог. Кандидат медичних наук (1970), професор (1978). Перший в історії носій звання «Заслужений лікар України» (1992), відповідно мав посвідчення за № 1.
Учасник Німецько-радянської війни, полковник медичної служби. Командир медично-санітарного взводу 178-ї танкової бригади, брав участь, зокрема, у Прибалтійській та Східно-Прусській операціях. За відвагу та досягнення під час бойових дій нагороджений понад 15 медалями та орденами.
Після завершення війни, протягом майже 60 років — один із провідних лікарів-науковців Київського військового госпіталю (1959—2017), завідувач терапевтичного відділення, реформатор медичної структури госпіталю. Один із засновників Інституту ендокринології та обміну речовин імені В. П. Комісаренка НАМН України. Автор понад 300 наукових робіт, розробник алгоритмів для ранньої діагностики ендокринних захворювань, методики лікування виразкової хвороби.

## Життєпис
Народився 10 лютого 1923-го року у Києві. Батько — службовець, мати — завідувачка бібліотеки Київського палацу піонерів та жовтенят, родина жила на вулиці Жилянській. Прадід — головний раввін Києва Меїр Фрідман. Батько походив з міста Сновськ на Чернігівщині, де був другом дитинства Миколи Щорса. Декілька дитячих років Борис Епштейн прожив у Білорусі (Борисов, Рогачов, Мінськ) через роботу батька.
Із золотою медаллю у 1940 році закінчив київську школу № 44, був однокласником майбутнього професора Костянтина Кульчицького, у паралельних класах навчалися майбутній професор Ісаак Трахтенберг та майбутній Герой України Тетяна Маркус. Підлітком хотів стати льотчиком або авіаконструктором, але у 1939-му році, після прочитання книги Олександра Богомольця «Продовження життя», захопився медициною. Мав перші розряди з тенісу, гімнастики та шахів.

### Німецько-радянська війна
У 1940-му році вступив до Київського медичного інституту, подавав документи на лікувальний факультет, але був зарахований на санітарно-гігієнічний. Через початок війни провчився в інституті всього рік. Керував студентами, з якими зводив оборонні споруди біля річки Ірпінь, за що пізніше був нагороджений медаллю «За оборону Києва».
У військкоматі, як медик без освіти, був направлений на навчання до Куйбишевської військово-медичної академії. У 1942-му році академія була ліквідована радянським керівництвом, Борис Епштейн був переведений до Військово-медичної академії імені С. М. Кірова, яка тоді знаходилась у Самарканді. Дисципліни викладали найкращі науковці СРСР: академіки Микола Аничков, Михайло Арінкін, Леон Орбелі тощо.
У 1944-му році закінчив академію з відзнакою. Попри пропозицію залишитися в академії ад'юнктом та готувати наступні покоління лікарів, пішов добровольцем на фронт. За розподіленням служив командиром медично-санітарного взводу у 178-й танковій бригаді 10-го танкового корпусу, командиром госпітального взводу 202-го окремого медико-санітарного батальйону, пізніше — у складі 2-го Прибалтійського фронту. Брав участь, зокрема, у Прибалтійській та Східно-Прусській операціях. Був двічі легко поранений та отримав тяжку контузію, перехворів на туберкульоз.
Війну закінчив під Берліном, але в захопленні самої німецької столиці участі не брав. За відвагу та досягнення під час бойових дій нагороджений понад 15 медалями та орденами, зокрема, двома орденами Червоної Зірки та медаллю «За визволення Варшави», попри те, що у самій Варшаві не воював. Після війни усе життя підтримував дружні стосунки із командиром 10-го танкового корпусу Матвієм Шапошниковим.

### Наукова діяльність після війни
По завершенню війни служив командиром медичної роти медично-санітарного батальйону, командиром госпітального взводу медично-санітарного батальйону, начальником терапевтичного відділення групових госпіталів Північної групи військ у містах Щецин та Легниця (Польща).
З 1952-го по 1957-й рік очолював лазарет Вищої офіцерської школи зв'язку в Арзамасі, яку пізніше перевели до Києва. Кардинально удосконалив технічне та кадрове наповнення лазарету. Головний терапевт Київського військового округу Георгій Бурчинський, перевіряючи лазарет, промовив: «Тут не лазарет, а філія серйозного відділення госпіталю». Після розформування школи зв'язку служив начальником медичної служби 67-ї танкової дивізії у Черкасах, протягом 1958-го року — бригадним та дивізійним лікарем 5-ї артилерійської дивізії у Києві.
У 1959-му році, із допомогою маршалів Олексія Леонова та Василя Чуйкова, був призначений старшим ординатором 3-го терапевтичного відділення Київського військового госпіталю, із яким пов'язав усе своє подальше життя.
У 1962-му році навчався у Всесоюзному інституті експериментальної та клінічної ендокринології (Москва), невдовзі після повернення до Києва став одним із засновників Інституту ендокринології та обміну речовин.
З 1964-го року — завідувач 2-го терапевтичного відділення госпіталю. Спочатку відділення працювало як гастроентерологічний центр, постійно покращувалося його технічне наповнення. Під керівництвом Бориса Епштейна лікарі відділення опублікували щонайменше 100 наукових робіт, розробили понад 20 раціоналізаторських пропозицій.
У 1966-му році заснував ендокринологічну службу госпіталю, чому передувала велика підготовча робота. У 1970-му році здобув науковий ступінь кандидата медичних наук, захистивши дисертацію на тему «Анаболические стероиды в терапии язвенной болезни у лиц молодого возраста». Науковими керівниками її були професор Георгій Бурчинський та головний терапевт Київського військового округу, доцент, полковник медичної служби Віктор Новиков.
У 1979-му році на успішній базі 2-го терапевтичного відділення були засновані 1-е та 2-ге гастроентерологічні відділення, пізніше — клініка гастроентерології. Тоді ж Борис Епштейн звільнився з військової служби через досягнення граничного віку, 8 років (1979—1987) працював терапевтом у Київському вищому військово-морському політичному училищі.
Як лікар-ендокринолог консультував хворих не тільки Київського військового госпіталю, але й інших. Десятиліттями співпрацював з Інститутом ендокринології та обміну речовин, де досліджував лікування цукрового діабету та захворювань щитоподібної залози після Чорнобильської катастрофи, можливості використання пероральних лікарських засобів, разом із колегами розробив медичний препарат «Ізодибут».
Автор понад десятка навчальних посібників і 300 наукових робіт. Підготував декілька поколінь лікарів-ендокринологів, кандидатів та докторів медичних наук, зокрема, Олену Гречаник, Оксану Малиновську, Михайла Бойчака тощо. Член правління Асоціації ендокринологів України, член Вченої ради Інституту ендокринології та обміну речовин імені В. П. Комісаренка НАМН України, член правління Української гастроентерологічної асоціації.
Серед пацієнтів Бориса Епштейна — письменники Олесь Гончар та Борис Олійник, міністри оборони України Валерій Шмаров, Віталій Радецький, Олександр Кузьмук, маршали Олександр Покришкін, Костянтин Рокоссовський, Родіон Малиновський, спортсмени Володимир Куц, Леонід Жаботинський та багато інших.
У 1992-му році став першим лікарем незалежної України, нагородженим званням «Заслужений лікар України». У 2005-му році письменник Анатолій Єчкало написав документальну книгу про Бориса Епштейна — «Кредо доктора Епштейна».

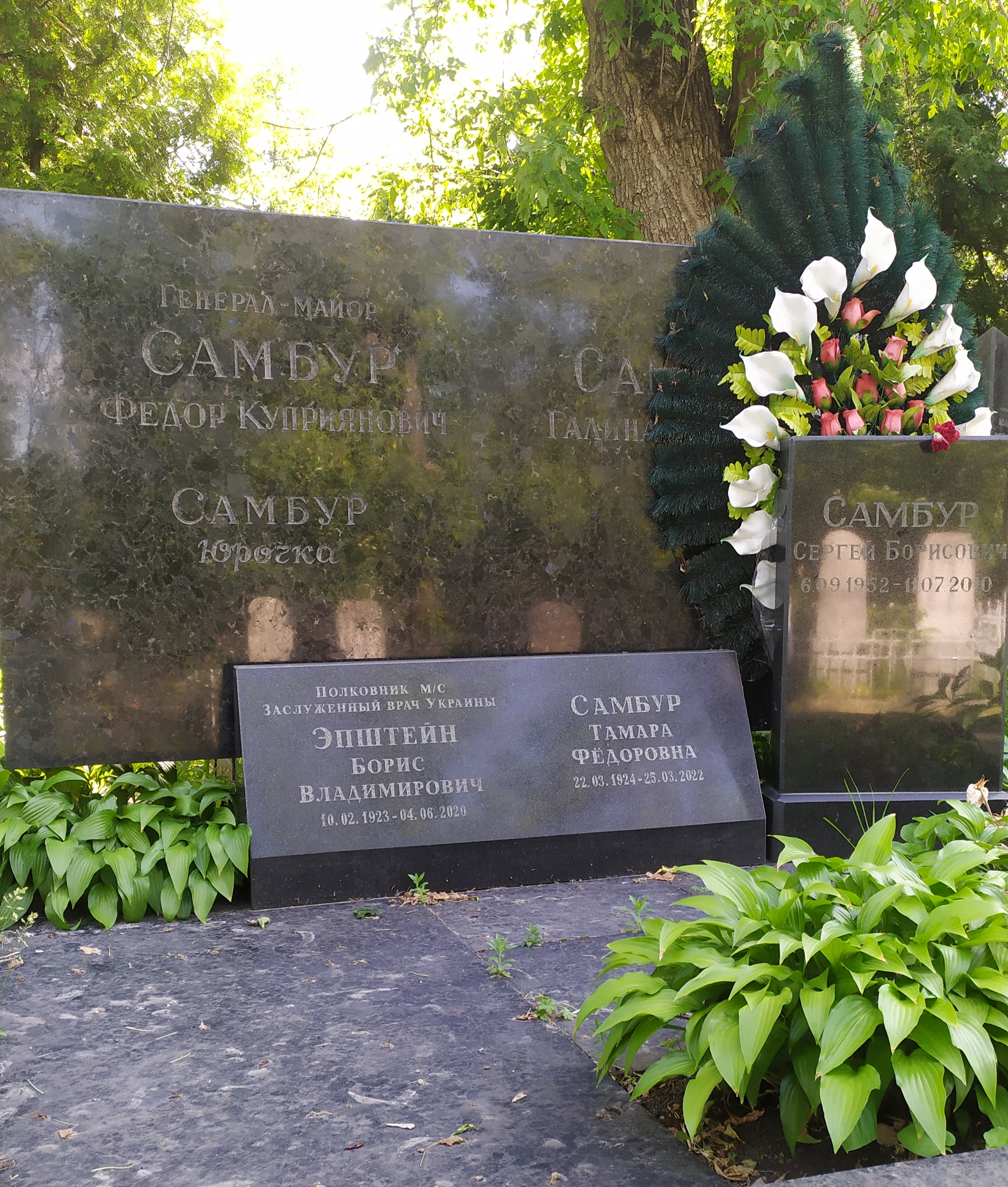
Могила Бориса Епштейна та його родини, Байкове кладовище

Близько 30 років був приватним викладачем терапії на курсах вдосконалення медичного складу Київського
військового округу.
Пропрацював у госпіталі 58 років, приймаючи пацієнтів до 15 червня 2017-го року. Після цього працював вдома, продовжував писати наукові статті, у 2018-му році дав останню лікарську консультацію. Помер на 98-му році життя 4 червня 2020-го року. Похований на Байковому кладовищі разом із сином, дружиною та її родиною (ділянка № 46, поряд із центральною алеєю кладовища).

### Родина
Брат — науковець-ендокринолог Овсій Епштейн (1933—2006). Дружина — акушер-гінеколог Тамара Самбур (1924—2022). Син — Сергій Самбур (1952—2010), начальник департаменту договірних відносин державного підприємства «Енергоринок». Тесть — генерал, начальник тилу Київського військового округу Федір Самбур. Троюрідний брат — поет Наум Коржавін (1925—2018)

## Науковий доробок (частковий)
- 1966 — «Роль альдостерона в клініці внутрішніх хвороб» (доповідь)
- 1966 — «Анаболічні стероїдні гормони у лікуванні виразкової хвороби» (доповідь на 2-му Всесоюзному з'їзді ендокринологів, Москва, 1972)
- 1970 — «Анаболические стероиды в терапии язвенной болезни у лиц молодого возраста» [Текст]: диссертация на соискание ученой степени кандидата медицинских наук. (14.754) / Киевский гос. ин-т усовершенствования врачей. — Киев: [б. и.], 1970.
- 1972 — «Анаболічні стероїди у комплексній терапії цукрового діабету» (доповідь)
- 1977 — «Комбіноване лікування хворих на цукровий діабет сульфаніламідами другої генерації та бігуанідами» (доповідь на 2-му з`їзді ендокринологів УРСР, Київ, 1977)
- 1978 — «Досвід організації та роботи гастроентерологічного центру у складі великого багатопрофільного закладу» (доповідь на 2-му Всесоюзному з'їзді гастроентерологів, Ленінград, 1978).
- 1983 — «Лікування порушень серцевого ритму при дифузному токсичному зобі» (доповідь на 3-му з`їзді ендокринологів УРСР, Вінниця, 1983)
- «Гипоталамус и эндокринные железы»
- «Особенности течения аутоиммунного тиреоидита»
- «Интенсивная инсулинотерапия сахарного диабета»
- «Методичні рекомендації з динамічного диспансерного спостереження за ендокринологічними хворими»
- «Методичні вказівки по самоконтролю та дієтичному харчуванню хворих на цукровий діабет»
- «Принципи невідкладної допомоги при ургентних станах у пацієнтів на ендокринні захворювання»
- «Пам`ятка хворому на цукровий діабет»

## Нагороди

### Військові
- 1944 — орден Червоної Зірки
- 1945 — медаль «За відвагу»
- 1945 — медаль «За взяття Кенігсберга»
- 1945 — медаль «За перемогу над Німеччиною у Великій Вітчизняній війні 1941—1945 рр.»
- 1951 — медаль «За бойові заслуги»
- 1956 — орден Червоної Зірки
- 2000 — орден Богдана Хмельницького III ступеня
- 2002 — орден Богдана Хмельницького II ступеня
- орден Вітчизняної війни I ступеня
- медаль «За оборону Києва»
- медаль «За визволення Варшави»
- медаль «Захиснику Вітчизни»
- медаль «20 років перемоги у Великій Вітчизняній війні 1941—1945 рр.»
- медаль «30 років перемоги у Великій Вітчизняній війні 1941—1945 рр.»
- медаль «40 років перемоги у Великій Вітчизняній війні 1941—1945 рр.»
- «Почесний ветеран України»
- «Почесний ветеран міста-героя Києва»

### Трудові
- 1992 — заслужений лікар України
- 1998 — орден «За заслуги» III ступеня
- 1999 — орден «За заслуги» II ступеня
- медаль «В ознаменування 100-річчя з дня народження Володимира Ілліча Леніна»